# Papa Leão VIII
Papa Leão VIII foi o 132.º Papa da Igreja, entre 964 e 965. Nascido em Roma, eleito como um antipapa por Otão I, depois de várias disputas com o predecessor João XII e com seu sucessor Bento V. Era leigo ao ser escolhido num concílio em Roma em 964.

## História
Seu papado se deu numa época em que o novo imperador alemão estava ansioso para se apoderar da Itália e do papado. Em Roma, o papa de número 132, João XII, aceitou uma aliança com Oto I em que no futuro nenhum papa seria consagrado sem a presença dos enviados do imperador. Porém quando Otão saiu da cidade, João uniu-se aos nacionalistas feudais, para expulsar os alemães da Itália. O imperador, revoltado, retornou a Roma e depôs João XII, sob a acusação de vários crimes e colocou Leão VIII como seu sucessor no trono de São Pedro em 6 de Dezembro de 963, governando como um antipapa, pois João XII, apesar do mau caráter, ainda estava vivo. Mas também ele não caiu nas graças dos romanos por ter servido de instrumento aos interesses do imperador germânico. Leão acabou deposto no início do ano seguinte, durante um sínodo em 964, permitindo que João reassumisse o trono e ele agora mostrou-se reconhecido ao imperador. Por exemplo, por decreto promulgado em concílio, concedeu-lhe e a seus sucessores, o direito de nomear o papa, bispos e arcebispos, punindo com a excomunhão quem se opusesse a esse decreto. Em outra medida, proibiu aos leigos de entrarem no presbitério durante as funções solenes. Com a súbita morte de João, Leão VIII poderoso antipapa governou a Igreja ainda mais um ano, totalizando dois anos de pontificado, até ser deposto por forças franco-suíças leais ao legítimo papa que os italianos haviam eleito, Bento V (964), homem virtuoso e de reconhecida capacidade para o cargo. O imperador voltou a Roma, invadiu a cidade, mandou Bento V para o exílio e recolocou Leão VIII no trono em Julho de 964, mas ele morreu no ano seguinte. O imperador reconheceu a autoridade pontifícia de Bento V, sob pressão dos francos e romanos, porém o restante do pontificado deste não duraria mais que poucos dias. O imperador, com base no decreto forçado de João XII, colocou no trono João XIII (965-972).
A legitimidade do seu pontificado é questionada.